# كلايف أتويل
كلايف أتويل (بالإنجليزية: Clive Atwell)‏ مواليد 11 نوفمبر 1988 في صداقة، غيانا، هو ملاكم محترف غياني يصنف ضمن فئة وزن الوسط بدأ مسيرته الاحترافية سنة 2010 حيث انتصر في نزاله الأول. حقق الميدالية البرونزية في دورة الألعاب الأمريكية 2007.

## المسيرة الاحترافية
من نزالاته:
- خسر أمام جوني غونزاليس بقرار فني (24-05-2014).

## إحصائيات
خاض خلال مسيرته 17 نزالا، فاز في 13 وتعادل في 1 وخسر في 3. فاز بالضربة القاضية في 7 نزالات.

## الميداليات
| الميدالية | المسابقة                    |
| --------- | --------------------------- |
| برونزية   | دورة الألعاب الأمريكية 2007 |

## روابط خارجية
- كلايف أتويل على موقع بوكس ريك (الإنجليزية) (registration required)